# Joel Schumacher
Joel T. Schumacher (ur. 29 sierpnia 1939 w Nowym Jorku, zm. 22 czerwca 2020 tamże) – amerykański reżyser, scenarzysta i producent filmowy. Najbardziej znany z filmów o Batmanie oraz ekranizacji prozy Johna Grishama, który twierdził, że nikt, tak jak Joel Schumacher, nie potrafi przenieść jego książek na ekran.
Zyskał reputację reżysera, który ciągle poszukuje nowych wyzwań, poruszając się po różnych obszarach kina, ale również twórcy dającego młodym, nieznanym aktorom szansę na zaistnienie w branży. Odkrywca takich gwiazd jak Kiefer Sutherland, Demi Moore, Rob Lowe, Colin Farrell, Gerard Butler i Matthew McConaughey.

## Życiorys

### Wczesne lata
Urodził się w Nowym Jorku w rodzinie robotnicznej jako syn Marian (z domu Kantor) i Francisa W. „Franka” Schumachera. Jego matka urodziła się w Illinois i była szwedzką Żydówką, a ojciec był baptystą z Knoxville w Tennessee. Wychowywał się w Queens. Ojciec zmarł, gdy miał cztery lata. Matka wychowywała go samotnie, pracowała w sklepie z odzieżą. Schumacher całe dni spędzał w pobliskim kinie. W 1965 ukończył Parsons School of Design. W latach 60. otworzył własny butik Paraphernalia.

### Kariera
Pracował jako grafik i projektant w sklepie odzieżowym Henri Bendel w Nowym Jorku, uczęszczając na studia. Studiował wzornictwo przemysłowe i projektowanie odzieży w nowojorskim Fashion Institute of Technology, ale wkrótce odkrył, że jego prawdziwe powołanie to film. Przeniósł się do Los Angeles, gdzie zaczął pracować jako kostiumolog przy filmach takich jak komediodramat Graj jak z nut (Play It As It Lays, 1972) z udziałem Tuesday Weld i Anthony’ego Perkinsa, dramat kryminalny Herberta Rossa Ostatnie słowo Sheili (The Last of Sheila, 1973), melodramat Paula Mazursky’ego Zakochany Blume (Blume in Love, 1973), komedia Woody’ego Allena Śpioch (1973), czarna komedia Więzień Drugiej Alei (The Prisoner of Second Avenue, 1975) z Jackiem Lemmonem i dramat Allena Wnętrza (1978). Zajmował się także pisaniem scenariuszy, z umiarkowanymi sukcesami.
Jako scenarzysta zadebiutował filmami – dramatem historycznym Błysk (Sparkle, 1976) z Irene Carą i Philipem Michaelem Thomasem oraz komedią Myjnia samochodowa (Car Wash, 1976), która stała się przebojem kasowym. Jego debiutem reżyserskim był telewizyjny dramat biograficzny NBC Virginia Hill (1974) z Dyan Cannon w roli tytułowej i Harveyem Keitelem jako Bugsy Siegelem. W 1981 wyreżyserował swój pierwszy film kinowy – komedię fantastycznonaukową O kobiecie, co malała (The Incredible Shrinking Woman) z Lily Tomlin, która za występ otrzymała nagrodę Fantafestival i była nominowana do Nagrody Saturna w kategorii najlepsza aktorka.
Filmami Ognie św. Elma (St. Elmo’s Fire, 1985) i Straceni chłopcy (The Lost Boys, 1987) zaskarbił sobie szacunek młodej widowni oraz wielkich studiów, które obie produkcje sfinansowały. Wyreżyserował również kilka wideoklipów: „Devil Inside” (1988) zespołu INXS, „Heaven Help” (1993) Lenny’ego Kravitza, „Kiss from a Rose” (1994) Seala, „The End is the Beginning is the End” (1997) grupy The Smashing Pumpkins, „World Long Gone” (2008) Scars On Broadway i „Star Baby” (2012) The Killing Floor.
Lata 90. XX w. przyniosły rozkwit jego kariery, a producenci zaczęli powierzać mu coraz większe projekty: Linia życia (Flatliners, 1990), Upadek (Falling Down, 1993), Klient (The Client, 1994), Czas zabijania (A Time to Kill, 1996) oraz dwa filmy o przygodach Człowieka-Nietoperza. Za reżyserię dreszczowca Osiem milimetrów (8 mm, 1999) zdobył nominację do Złotego Niedźwiedzia na 49. Międzynarodowym Festiwalu Filmowym w Berlinie.
W 2004 zaadaptował na potrzeby kina słynny musical Andrew Lloyda Webbera Upiór w operze (The Phantom of the Opera), który to film otrzymał trzy nominacje do Oscara za: najlepszą scenografię, zdjęcia, piosenkę oraz dwie nominacje do Złotego Globu za najlepszy film komediowy lub musical i Nagrody Satelity dla najlepszego scenariusza adaptowanego.

## Życie prywatne
Był zadeklarowanym gejem, otwarcie przez większą część swojej kariery.
Zmarł 22 czerwca 2020 w Nowym Jorku w wieku 80 lat na raka.

## Filmografia
| Rok  | Tytuł                                                  | Reżyser | Scenarzysta | Producent          |
| ---- | ------------------------------------------------------ | ------- | ----------- | ------------------ |
| 1974 | Virginia Hill (TV)                                     | T       | T           |                    |
| 1976 | Błysk (Sparkle)                                        |         | T           |                    |
| 1976 | Myjnia samochodowa (Car Wash)                          |         | T           |                    |
| 1978 | Czarnoksiężnik z krainy Oz (The Wiz)                   |         | T           |                    |
| 1979 | Amateur Night at the Dixie Bar and Grill (TV)          | T       | T           |                    |
| 1981 | O kobiecie, co malała (The Incredible Shrinking Woman) | T       |             |                    |
| 1983 | Taksiarze z Waszyngtonu (D.C. Cab/Street Fleet)        | T       | T           |                    |
| 1983 | Now We’re Cookin' (TV)                                 |         | T           | T                  |
| 1985 | Ognie św. Elma (St. Elmo’s Fire)                       | T       | T           |                    |
| 1985 | Code Name: Foxfire (serial TV)                         |         | T           | (odcinek pilotowy) |
| 1986 | Slow Burn (TV)                                         |         |             | T                  |
| 1987 | Straceni chłopcy (The Lost Boys)                       | T       |             |                    |
| 1989 | Kuzyni (Cousins)                                       | T       |             |                    |
| 1990 | Linia życia (Flatliners)                               | T       |             |                    |
| 1991 | Za wcześnie umierać (Dying Young)                      | T       |             |                    |
| 1992 | Malibu Road 2000 (2000 Malibu Road, serial TV)         | T       | T           |                    |
| 1993 | Upadek (Falling Down)                                  | T       |             |                    |
| 1994 | Klient (The Client)                                    | T       |             |                    |
| 1995 | Batman Forever                                         | T       |             |                    |
| 1996 | Czas zabijania (A Time to Kill)                        | T       |             |                    |
| 1997 | Batman i Robin (Batman & Robin)                        | T       |             | T                  |
| 1999 | Osiem milimetrów (8mm)                                 | T       |             | T                  |
| 1999 | Bez skazy (Flawless)                                   | T       | T           | T                  |
| 2000 | Kraina tygrysów (Tigerland)                            | T       |             |                    |
| 2002 | Bad Company: Czeski łącznik (Bad Company)              | T       |             |                    |
| 2002 | Telefon (Phone Booth)                                  | T       |             |                    |
| 2003 | Veronica Guerin                                        | T       |             |                    |
| 2004 | Upiór w operze (The Phantom of the Opera)              | T       | T           |                    |
| 2007 | Numer 23 (The Number 23)                               | T       |             |                    |
| 2008 | Choose or Lose                                         | T       |             |                    |
| 2009 | Nienasycony (Blood Creek)                              | T       |             |                    |
| 2010 | Odlot (Twelve)                                         | T       |             |                    |
| 2011 | Man in the Mirror (film krótkometrażowy)               | T       |             |                    |
| 2011 | Anatomia strachu (Trespass)                            | T       |             |                    |
| 2013 | House of Cards (serial TV)                             | T       |             |                    |
| 2015 | Do Not Disturb: Hotel Horrors (miniserial TV)          |         | T           |                    |